# Coupe d'Asie centrale des nations de football 2025
Navigation
2023
La Coupe d'Asie centrale des nations de football 2025 est la deuxième édition de la Coupe d'Asie centrale des nations, le championnat de football organisé par la Fédération de football d'Asie centrale (CAFA). L'événement se déroulera dans deux pays, en Ouzbékistan et au Tadjikistan, entre le 29 août et le 8 septembre 2025. 8 pays prennent part à la compétition soit un de plus que lors de l'édition précédente grâce à l'invitation de la Malaisie.

## Contexte
La Coupe d'Asie centrale des nations de football 2025 a été annoncée durant le mois d'avril 2025. Celle-ci devrait se dérouler du 29 août au 8 septembre 2025. Le tournoi fera s'affronter 8 équipes réparties dans deux poules différentes. Les premiers de chaque poules s'affronteront ensuite pour un ultime match afin de déterminer de vainqueur de la coupe. Les 8 équipes participantes sont les 6 équipes membres de la Fédération de football d'Asie centrale ainsi que 2 équipes invitées : Oman, invitée pour la deuxième fois consécutive, et la Malaisie.

## Pays participants
| Pays              | Participation | Meilleure performance  | Performance précédente | Classement FIFA au 3 avril 2025 |
| ----------------- | ------------- | ---------------------- | ---------------------- | ------------------------------- |
| Afghanistan       | 2e            | Phase de poules (2023) | Phase de poules (2023) | 160                             |
| Iran T            | 2e            | Vainqueur (2023)       | Vainqueur (2023)       | 18                              |
| Kirghizistan      | 2e            | Quatrième (2023)       | Quatrième (2023)       | 103                             |
| Malaisie (invité) | 1er           | -                      | -                      | 131                             |
| Oman (invité)     | 2e            | Troisième (2023)       | Troisième (2023)       | 77                              |
| Ouzbékistan H     | 2e            | Finaliste (2023)       | Finaliste (2023)       | 57                              |
| Tadjikistan H     | 2e            | Phase de poules (2023) | Phase de poules (2023) | 104                             |
| Turkménistan      | 2e            | Phase de poules (2023) | Phase de poules (2023) | 142                             |

### Tirage au sort
Les pots ont été organisés en fonction du Classement FIFA en avril 2025. Les deux pays invités ont été placés dans le pot 4.
| Pot 1                              | Pot 2                                      | Pot 3                                    | Pot 4                                          |
| ---------------------------------- | ------------------------------------------ | ---------------------------------------- | ---------------------------------------------- |
| - Iran (18) T - Ouzbékistan (57) H | - Kirghizistan (103) - Tadjikistan (104) H | - Turkménistan (142) - Afghanistan (160) | - Oman (77) (invité) - Malaisie (131) (invité) |

Le Tirage au sort a été réalisé le 3 juillet 2025 à Douchanbé.
| Pos. | Pays         |
| ---- | ------------ |
| A1   | Ouzbékistan  |
| A2   | Kirghizistan |
| A3   | Turkménistan |
| A4   | Oman         |

| Pos. | Pays        |
| ---- | ----------- |
| B1   | Tadjikistan |
| B2   | Iran        |
| B3   | Afghanistan |
| B4   | Malaisie    |

## Villes et stades
| Tadjikistan        | Tadjikistan | Tadjikistan | Tadjikistan |
| ------------------ | ----------- | ----------- | --- |
| Douchanbé          | Douchanbé   | Douchanbé   | [[Fichier:Tajikistan adm location map.svg\|400px\|{{#if:\|{{{alt}}}\|Coupe d'Asie centrale des nations de football 2025 est dans la page Tadjikistan.]]Hisor |
| Stade Pamir        |             |             | [[Fichier:Tajikistan adm location map.svg\|400px\|{{#if:\|{{{alt}}}\|Coupe d'Asie centrale des nations de football 2025 est dans la page Tadjikistan.]]Hisor |
| Capacité: 20,000   |             |             | [[Fichier:Tajikistan adm location map.svg\|400px\|{{#if:\|{{{alt}}}\|Coupe d'Asie centrale des nations de football 2025 est dans la page Tadjikistan.]]Hisor |
|                    |             |             | [[Fichier:Tajikistan adm location map.svg\|400px\|{{#if:\|{{{alt}}}\|Coupe d'Asie centrale des nations de football 2025 est dans la page Tadjikistan.]]Hisor |
| Ouzbékistan        |             |             | |
| Tachkent           | Tachkent    | Tachkent    | [[Fichier:Uzbekistan location map.svg\|400px\|{{#if:\|{{{alt}}}\|Coupe d'Asie centrale des nations de football 2025 est dans la page Ouzbékistan.]]Tachkent  |
| Stade de Bunyodkor |             |             | [[Fichier:Uzbekistan location map.svg\|400px\|{{#if:\|{{{alt}}}\|Coupe d'Asie centrale des nations de football 2025 est dans la page Ouzbékistan.]]Tachkent  |
| Capacité: 40,000   |             |             | [[Fichier:Uzbekistan location map.svg\|400px\|{{#if:\|{{{alt}}}\|Coupe d'Asie centrale des nations de football 2025 est dans la page Ouzbékistan.]]Tachkent  |
|                    |             |             | [[Fichier:Uzbekistan location map.svg\|400px\|{{#if:\|{{{alt}}}\|Coupe d'Asie centrale des nations de football 2025 est dans la page Ouzbékistan.]]Tachkent  |